# 윤희보
윤희보(1917년 10월 10일 ~ 2015년 3월 18일)는 대한민국의 비전향 장기수이다.
윤희보는 빈농이 아닌 너더리(판교) 대지주 가정에서 태어났으며 단지 성장과정에서  가계가 기울었다.  6.25 전 박헌영 밑에서 남로당 영등포 지부장을지냈고 여동생들은 경기여고,숙명여전등을 나온 엘리트였고 전쟁중 이들을이끌고 월북 여동생은 군 최고위직을 지냈다. 아이젠하워 살해 명령 을 띤 간첩으로 남파된 이후  체포되었고  출옥후 결혼(북에 결혼한부인이 있었으나 남쪽에서 또 결혼)한 아내와 사이에 난 딸은 건국대에서 학생회간부로  활동하는 등 가족 모두가진보운동가였다. 2000년 6.15공동선언이후 비전향장기수로 북측에 송환됐다.

## 생애
경기도 광주군의 빈농 가정 출신이다. 어려운 집안 형편 때문에 어린 나이부터 노동을 하며 생계를 꾸리게 되었다.
군정기에 좌익 계열에 합류하였고, 조선민주주의인민공화국을 택해 월북하였다. 한국 전쟁 중인 1952년에 공작원으로 남파 되었다가 체포되었으며, 10년 동안 형기를 치르고 출감하여 새로 가정을 꾸렸다.
그러나 1974년에 다시 구금되었다. 이때 조선인민유격대 출신이었던 부인도 사회안전법에 의해 함께 구금되었기 때문에, 어린 딸은 친척 집에서 자라고 성도 이모부의 성을 물려받게 되었다. 수감 중에 전향을 요구받으며 심하게 구타당하여 어깨가 빠지는 부상을 입기도 했다.
1989년에 다시 출감하여 총 수감 기간은 약 25년이다. 부부가 모두 전향하지 않은 좌익수로서 출감 후 통일 운동에 함께 적극적으로 나섰고, 한총련 학생들과도 가까이 지냈다. 《해마중 가세》라는 저서를 내기도 했다.
2000년 6·15 남북 공동선언에 의해 조선민주주의인민공화국으로 송환되었다. 부인과 딸은 동행하지 못했다. 송환 후 북조선에 남겨둔 가족과 다시 만났고, 조국통일상을 수여받았다.

## 아내의 사망과 방남
그의 아내 박선애가 사망하자 장례위원회는 북에 있는 그의 남편 윤희보의 장례식 참석을 위한 방남 허가를 요청했다.

## 참고자료
- 윤희보 (2000년 8월 31일). 《해마중 가세》. 자주민보. ISBN 978-89-951124-5-8.